# Naturgeographische Regionen und Subregionen von Slowenien
Naturgeographische Regionen und Subregionen von Slowenien, slowenisch Naravnogeografske regije in podregije Slovenije, ist eine regionale Gliederung für die Naturgeographie Sloweniens.

## Grundlagen
Die naturgeographische Gliederung Sloweniens stammt von Ivan Gams, Drago Kladnik und Milan Orožen Adamič und wurde in den 1990ern entwickelt. Sie erschien 1996 im Hand-Ortslexikon von Slowenien (Priročnikrajevni leksikon Slovenije) und wurde dafür von M. Orožen Adamič und Drago Perko vom Geographischen Institut des Forschungszentrums der Slowenischen Akademie der Wissenschaften und Künste kartographisch bearbeitet.
Die Vorarbeiten stammen von Anton Melik (1930er–50er), Svetozar Ilešič (1957/58) I. Gams (1980er) sowie Karel Natek (1994)
Die Klassifikation vereint geomorphologische und geologisch-bodenkundliche mit ökozonalen und klimatischen Aspekten, um möglichst breit verwendbar zu sein. Es gibt insgesamt etwa 100 kleinere Regionen, das ist eine in Bezug zur Größe Sloweniens recht große Anzahl, was die landschaftliche und biotische Vielfalt des Landes am Angelpunkt zwischen Alpen, Adria, Dinariden und Pannonischem Raum wiedergibt. Die Regionen selbst sind meist etablierte Landschaftsnamen, die einer Systematisierung (insbesondere Abgrenzung) unterzogen wurden. Eine Feingliederung unterhalb der chorischen Dimension (Maßstabsbereich unter 1:25.000) wurde nicht vorgenommen.
| Slowenische Bezeichnung             | Deutsche Bedeutung                     | Ebene | Anzahl | Anmerkungen |
| ----------------------------------- | -------------------------------------- | ----- | ------ | --- |
| Makro, submakro ali prehodna regija | Makro-, Submakro- oder Übergangsregion | 1     | 13     | 6 Makroregionen, 2 Submakroregionen und 5 Übergangsregionen                                                                    |
| Mezoregija                          | Mesoregion                             | 2     | 60     | Nicht für alle Makro- oder Submakroregionen, Übergangsregionen teils nur eine Mesoregion (insgesamt 11 Übergangs-Mesoregionen) |
| Mikroregija                         | Mikroregion                            | 3     | 40     | Nicht für alle Mesoregionen angegeben, 1 Übergangs-Mikroregion                                                                 |
| Submikroregija                      | Submikroregion                         | 4     | 1      | |

Deutsche Fassung: Brelih et al., 2003
Parallel wurde von Matej Gabrovec, D. Kladnik, M. Orožen Adamič, M. Pavšek, D. Perko und M. Topole ein vereinfachtes System, Slovenske pokrajine (1995), entwickelt. Dieses umfasst nur die vier Großlandschaften Alpen, Mittelmeerraum, Dinariden und Pannonischer Raum, verzichtet auf die Übergangsgebiete und hat nur 49 Mesoregionen, ist mit dem anderen System aber bis auf lokale Unterschiede weitgehend kompatibel.

## Die Regionen
(Die deutschen Übersetzungen sind teils etabliert, teils nur historisch, teils wörtlich übersetzt oder beschreibend; teils gibt es keine Übersetzungen, nur der slowenische Name ist auch deutsch üblich.)

### Hochalpen
1. Visokogorske Alpe (Hochalpen)
1.1. Julijske Alpe (Julische Alpen)
1.1.1. Posoške Julijske Alpe (Julische Soča-Alpen)
1.1.2. Posavske Julijske Alpe (Julische Save-Alpen)
1.1.2.1. Pokljuka, Mežakla in Jelovica (Pokljuka, Mežakla und Jelovica)
1.2. Karavanke (Karawanken)
1.2.1. Zahodne Karavanke (Westliche Karawanken)
1.2.2. Srednje Karavanke (Zentrale Karawanken)
1.2.3. Mežiško-Solčavske Karavanke (Mieẞ-Sulzbacher Karawanken)
1.3. Kamniško-Savinjske Alpe (Kamnik-Sanntaler Alpen, Steiner Alpen)
1.3.1. Velika planina in Dleskovška planota (Velika planina und Dleskovec-Plateau)

### Voralpines Hügelland
2. Predalpsko hribovje (Voralpines Hügelland)
2.1. Tolminsko hribovje (Hügelland von Tolmein)
2.1.1. Dno srednje Soške doline (Becken der mittleren Soca, Becken von Tolmin)
2.2. Idrijsko-Cerkljansko hribovje (Hügelland von Idria und Kirchheim)
2.3. Skofjeloško in Polhograjsko hribovje (Hügelland von Bischoflack und Billichgrätz)
2.3.1. Šentjoško hribovje (Jodociberge)
2.3.2. Selška dolina (Selzacher Tal)
2.3.3. Poljanska dolina (Pöllander Tal)
2.3.4. Polhograjsko hribovje (Hügelland von Polhoc Gradec (Billichgrätz))
2.4. Posavsko hribovje (Posavje-Hügelland)
2.4.1. Vzhodno Posavsko hribovje (Östliches Posavje-Hügelland)
2.4.2. Moravško-Trboveljsko podolje (Talmulde von Moräutsch und Trifail)
2.5. Menina in Dobrovlje (Menina-Alm und Dobrovlje-Hochebene)
2.6. Zgornja Savinjska dolina (Oberes Savinja-Tal)
2.6.1. Golte
2.7. Velenjska kotlina (Wöllaner Becken)
2.8. Vitanjsko-Konjiške Karavanke (Weitensteiner Gebirge und Gonobitzer Gebirge)
2.9. Pohorsko Podravje (Bachern-Drauland)
2.9.1. Pohorje (Bacher-Gebirge)
2.9.2. Kozjak in Košenjak / Kozjak s Košenjakom (Poßruck und/mit Hühnerkogel)
2.9.3. Dno Mislinjske doline (Mißling-Talbecken)
2.9.4. Dno zgornje Dravske doline (Oberes Drautal, Talung von Unterdrauburg)
2.9.5. Zahodno Pohorsko Podravje (Westliches Bachern-Drauland)

### Voralpin-subpannonischer Übergangsraum
2/4. Prehodni predalpsko-subpanonski svet (Voralpin-subpannonischer Übergangsraum)
2/4.1. Celjska kotlina (Becken von Cilli)
2/4.1.1. Ložniško gričevje (Loschnitz-Hügelland)
2/4.2. Bočko-Maceljsko hribovje (Wotsch- und Macelj-Berge)
2/4.3. Senovsko podolje (Talung von Reichenstein)
2/4.4. Mirnska dolina (Neueringtal)

### Voralpin-dinarischer Übergangsraum
2/5. Prehodni predalpsko-dinarski svet (Voralpin-dinarischer Übergangsraum)
2/5.1. Rovtarsko hribovje (Gereuter Hügel)

### Voralpin-litoraler Übergangsraum
2/6. Prehodni predalpsko-primorski svet (Voralpin-litoraler Übergangsraum)
2/6.1. Spodnja Soška dolina s Kambreškim (Unteres Soca-Tal mit Sankt Gregorsberg)

### Laibacher Becken
3. Dno Ljubljanske kotline (Laibacher Becken)
3.1. Dežela in Blejski kot (Talweitung von Bled und Radovljica)
3.2. Dobrave
3.3. Kranjsko-Sorško polje (Krainburger Feld und Zeierebene)
3.4. Vzhodna Ljubljanska kotlina (Östliches Laibacher Becken)
3.4.1. Tunjiško gričevje (Theinitzer Hügelland)
3.4.2. Šmarnogorsko-Rašiški osamelci (Großkahlenberg und Uranschitz/Raschburger Inselberge)
3.4.3. Kamniškobistriška ravan (Feistritz-Ebene)
3.4.4. Ljubljansko polje (Laibacher Feld)
3.5. Ljubljansko barje (Laibacher Moor)

### Subpannonisches Slowenien
4. Subpanonska Slovenija (Subpannonisches Slowenien)
4.1. Goričko
4.2. Lendavske gorice (Hügelland von Unterlimbach)
4.3. Pomurska ravan (Murebene): Mursko polje, Ravensko und Dolinsko, Lendovsko dolinsko
4.3.1. Apaško polje (Abstaller Feld)
4.4. Slovenske gorice (Windische Bühel)
4.4.1. Dno Ščavniške doline (Stainztal)
4.4.2 Dno Pesniške doline (Pößnitztal)
4.5. Dravsko in Ptujsko polje (Draufeld und Pettauerfeld)
4.5.1. Ruška dolina (Talung von Maria Rast)
4.5.2. Središko polje (Polstrauer Feld)
4.6. Dravinjske gorice (Hügelland an der Drann)
4.7. Haloze (Haloze-Hügelland)
4.7.1. Gozdnate Haloze (Wald-Haloze)
4.7.2. Vinorodne Haloze (Wein-Haloze)
4.8. Voglajnsko-Zgornjesotelsko gričevje (Hügelland an Voglajna und oberer Sotla)
4.9. Kozjansko gričevje (Hügelland von Kozje)
4.10. Bizeljske gorice (Wisell)
4.11. Krško gričevje (Hügelland von Krško)
4.12. Krško-Brežiška ravan (Ebene von Krško und Brežice / Ebene von Gurkfeld und Rann)

### Subpannonisch-dinarischer Übergangsraum
4/5. Prehodni subpanonsko-dinarski svet (Subpannonisch-dinarischer Übergangsraum)
4/5.1. Raduljsko hribovje (Hügelland an der Radula)
4/5.2. Novomeška pokrajina (Rudolfswerther/Neustadtler Gegend)
4/5.3. Gorjanci (Sichelberg, Uskokengebirge, kroat. Žumberak)
4/5.4. Nizka Bela krajina (Untere Weißkrain)

### Dinarischer Karst im Landesinneren
5. Dinarski kras celinske Slovenije / Dinarske planote celinske Slovenije (Dinarischer Karst / Dinarisches Hochland im Landesinneren Sloweniens)
5A. Nizki kras (Niederer Karst)
5A.1. Turjaška pokrajina (Auersperger Gegend)
5A.2. Dolenjsko podolje (Unterkrainer Talung)
5A.3. Suha krajina (Dürrenkrain)
5B. Visoki kras (Hoher Karst, Hochkarst)
5B.1. Velikolaščanska pokrajina (Großlaschnitzer Gegend)
5B.2. Dobrepoljski kras (Gutenfelder Karst)
5B.3. Ribniško-Kočevski kras (Reifnitz-Gottscheer Karst)
5B.3.1. Ribniško-Kočevsko podolje (Reifnitz-Gottscheer Talung)
5B.3.2. Grčarsko-Kočevskoreški ravnik (Ebene von Masern und Rieg)
5B.3.3. Poljanski ravnik (Poljane-Ebene)
5B.3.4. Ribniško-Kočevska pogorja (Reifnitz-Gottscheer Bergland)
5B.4. Dolina zgornje Kolpe in Čabrank (Tal der oberen Kolpa und Čabranka)
5B.5. Bloke planota in Loški potok (Oblak und Laserbach)
5B.6. Krimsko-Mokrško hribovje z Menišijo (Krim-Mokrec-Hügelland mit Menišija)
5B.7. Notranjsko podolje (Innerkrainer Talungen)
5B.8. Snežnik in Javorniki (Krainer Schneeberg und Javorniki)
5B.9. Trnovski gozd, Banjšice-Plateau, Nanos in Hrušica (Ternowaner Wald, Banschitz, Nanos und Birnbaumer Wald)
5B.10. Slavinski ravnik z Vremščico (Slavinski ravnik mit Vremščica)
5B.11. Pivka (Pivka-Becken)

### Dinarisch-litoraler Übergangsraum
5/6. Prehodni dinarsko-primorski svet (Dinarisch-litoraler Übergangsraum)
5/6.1. Brkini z dolino Reke (Brkini-Hügelland mit Rekatal)

### Küstenland (Litorale)
6. Primorje (Küstenland, Litorale)
6.1. Goriška brda (Görzer Hügelland)
6.2. Vipavska dolina (Wippachtal)
6.2.1. Goriška ravan (Görzer Ebene)
6.2.2. Vipavska brda (Wippacher Hügelland)
6.2.3. Vrhe (Berge)
6.3. Kras (Karst-Plateau, Triester Karst, ital. Carso)
6.4. Sevemoistrski kras (Nordistrischer Karst)
6.4.1. Podgrajsko podolje  (Tal von Podgraj)
6.4.2. Slavniško pogorje (Slavnik-Bergland)
6.4.3. Podgorski kras (Karst von Podgorje)
6.5. Koprsko primorje (Küstenland von Koper)
6.6. Jadransko morje (Adria) – das Meergebiet Sloweniens